# Bernhard Dondorf

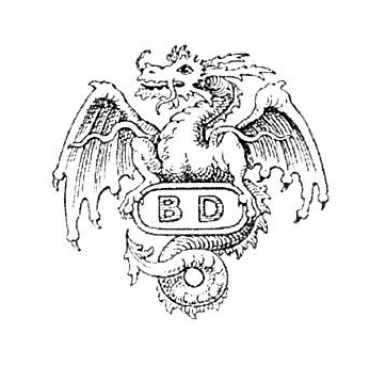
„Dondorf-Drache“ als Markenzeichen seiner Firma B. Dondorf

Bernhard Dondorf (geboren als Beer Doctor) (* 19. März 1809 in Frankfurt am Main; † 13. Juni 1902 ebenda) war Lithograf, Druckunternehmer und Politiker der Freien Stadt Frankfurt.

## Familie
Bernhard Dondorf war ein Nachfahre der jüdischen Familie Buchsbaum, die seit 1499 in Frankfurt ansässig war. Da die Vorfahren Ärzte waren, hatte sich als Familienname Doctor eingebürgert. Sein Vater Judmann Beer Doctor (1765–1841) heiratete 1798 Marianne Doctor. Das Paar hatte drei Söhne: Mayer Doctor, Beer Doctor und Leopold Doctor. Mayer Doctor ließ später seinen Namen in Maximilian Donndorf ändern. Im September 1826 stellte auch Beer Doctor den Antrag auf Änderung des Namens in Bernhard Donndorf. Im gleichen Jahr genehmigte der Senat der Freien Stadt Frankfurt die Namensumbenennung. Aufgrund eines Schreibfehlers der Stadt ging dabei aber ein „n“ verloren und der amtliche Name wurde Bernhard Dondorf.
Am 13. August 1837 heiratete Bernhard Dondorf Jaquette geborene Bing (1814–1892). Das Ehepaar hatte 8 Kinder:
- Clothilde (1838–1932)
- August (1840–1866)
- Emilie (* 1841)
- Marie (* 1843)
- Carl (1844–1936)
- Ottilie (1846–1928)
- Paul (1848–1904)
- Anna (1850–1927)

## Leben
Beer Doctor besuchte das Philanthropin und machte nach dem Schulabschluss 1824 bis 1828 eine Lehre zum Lithographen bei Carl Christian Otto Naumann (1794–1865). Nach der Lehre besuchte Dondorf Berlin, Paris (1829), Dresden, Prag, Wien und München (Bekanntschaft mit Alois Senefelder) sowie Karlsruhe. 1830 weilte er unter anderem in Köln und Düsseldorf. Auf diesen Reisen erweiterte er seine drucktechnischen Fachkenntnisse. Am 1. April 1833 legte er seinen israelitischen Bürgereid in Frankfurt ab und erwarb damit das Recht, ein eigenes Unternehmen in der Stadt zu gründen.

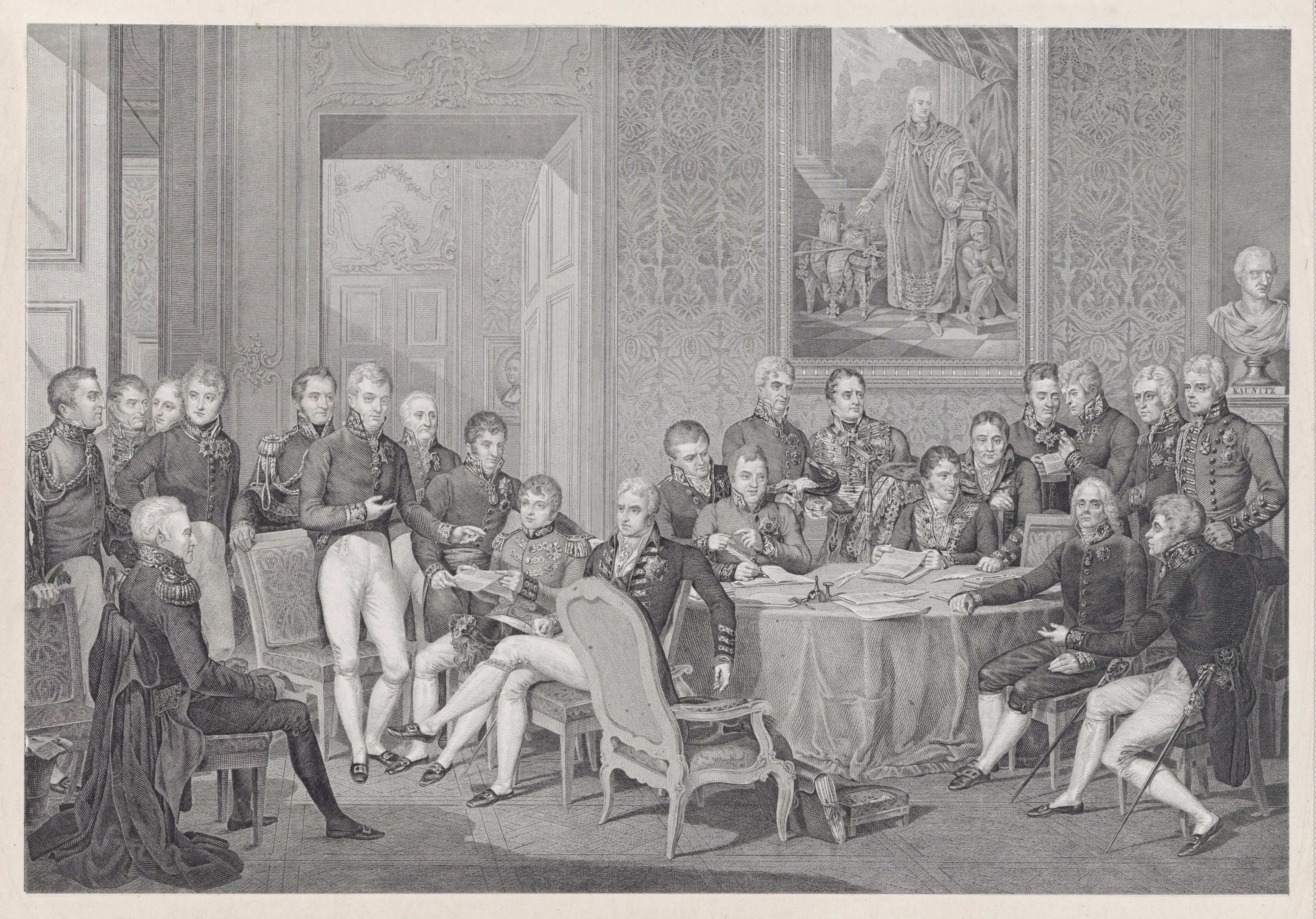
Der Wiener Congress 1815. Sitzung der Bevollmächtigten der acht an dem Tractate von Paris betheiligten Mächte. Lithografie von Bernhard J. Dondorf nach einem Gemälde von Jean-Baptiste Isabey

Mit einem Kapital von 600 Gulden, die er von seiner Mutter erhalten hatte, gründete er eine Druckerei und einen Handel von Druckzubehör. 1836 veröffentlichte er ein Buch über Lithografie und erwarb sich mit seiner Druckkunst Ansehen. Als Lithografien bekannt wurden insbesondere „Das Vaterunser“, „Die Leyer“ und „Die Buchdruckerkunst“ (Tableau in 9 Darstellungen nach Alfred Rethel) sowie die in seiner „Brilliantspitzentechnik“ gedruckten Blätter „Die Musik“, „Die Architektur“ und „Die 10 Gebote“. Bedeutende Mitarbeiter seines Unternehmens waren Ferdinand Karl Klimsch, Friedrich Karl Hausmann und August Koellner. Er entwickelte insbesondere neue Methoden zum Druck von Geldscheinen und Wertpapieren. Mitte des 19. Jahrhunderts stieg die Zahl der Banknoten explosionsartig an.

### Dondorf & Naumann
1850 gründete er gemeinsam mit seinem früheren Lehrherren die Firma Dondorf & Naumann, die sich auf den Druck von Banknoten, Wertpapieren und Postwertzeichen spezialisierte. Neben Giesecke & Devrient war es die führende Druckerei für Banknoten in Deutschland. Die Firma expandierte schnell. Sie druckte die Banknoten der Frankfurter Bank, Württembergische Notenbank, Meininger Bank, Badische Bank und Bayerischen Notenbank. Daneben druckte sie Briefmarken für das Großherzogtum Luxemburg und die Thurn-und-Taxis-Post. 1870 erhielt Dondorf & Naumann den Auftrag, für die japanische Regierung 200 Millionen Geldscheine zu produzieren.
Diese Aufträge ließen sich nicht mehr am ursprünglichen Standort in der Saalgasse 27 umsetzen. Zusätzliche Produktionsstätten in der Schneidwallstraße 5 und im Großen Hirschgraben wurden daher erworben.
Nach der Reichsgründung 1871 sank die Bedeutung der Privatnotenbanken und damit das Auftragsvolumen von Dondorf & Naumann.

### B. Dondorf
Neben dem Gemeinschaftsunternehmen mit Naumann betrieb Bernhard Dondorf auch seine eigene Firma B. Dondorf weiter. Ab 1838 wurden hier vor allem Spielkarten hergestellt. Auch nach dem Ausscheiden von Bernhard Dondorf bildete dieses Geschäftsfeld ein Kernprodukt der Firma, die seine Kinder weiterbetrieben, bis sie später an ASS Altenburger verkauft wurde.

### Politik und gesellschaftliches Engagement
Dondorf war Freimaurer in der Loge zur aufgehenden Morgenröthe im Orient zu Frankfurt. Er war Mitglied der Frankfurter Museumsgesellschaft und dem Frankfurter Liederkranz von 1828.
Politisch vertrat er liberale Positionen und war bereits vor der Revolution von 1848/1849 in der Freien Stadt Frankfurt Mitglied des Montagskränzchens, des Vereins der Liberalen der Stadt. Am 25. Oktober 1848 wurde er in die Constituierende Versammlung der Freien Stadt Frankfurt gewählt. 1849 erklärte er den Mandatsverzicht.

### Ruhestand

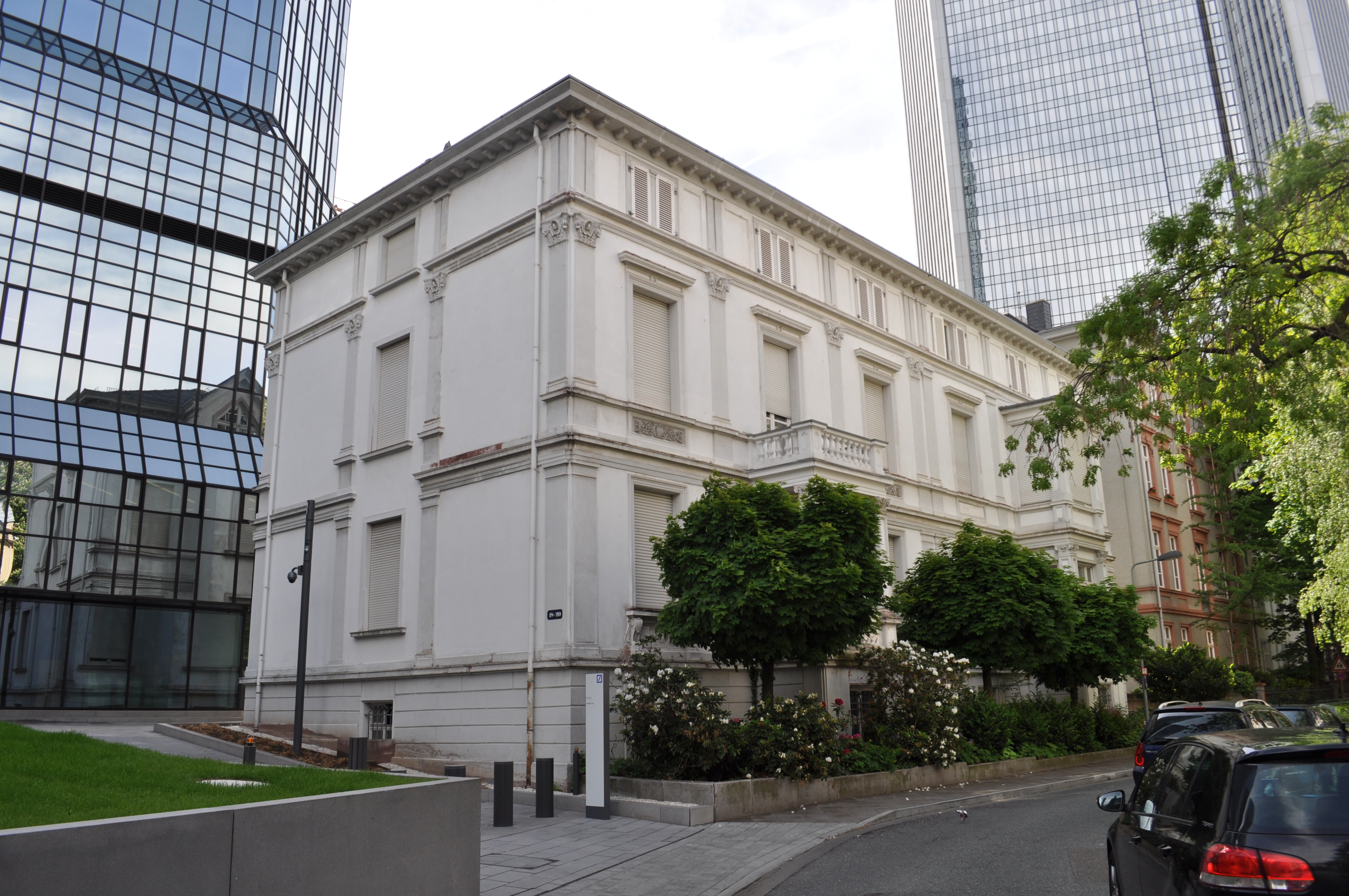
Klüberstraße 20

Nachdem er während seiner aktiven Zeit in der Eschersheimer Landstraße 8 gewohnt hatte, zog er Ende 1870 in die Villa Klüberstraße 20 in Frankfurt, wo er 1872 in den Ruhestand trat. Das Haus Klüberstraße 20 steht heute unter Denkmalschutz.
1875 stellte er den Bauantrag für eine Villa in Königstein im Taunus, die er als Sommerhaus nutzte. Im September 1901 beschloss die Stadtverordnetenversammlung, ihn zum Ehrenbürger von Königstein zu ernennen.